# Ferrotiquita
La ferrotiquita és un mineral de la classe dels carbonats que pertany al grup de la northupita. Mitjançant el prefix "ferro-" del llatí ferrum (ferro) el seu nom fa al·lusió a la dominància de ferro en la seva composició en relació amb la tiquita, amb la qual forma una sèrie de solució sòlida, en la qual la substitució gradual del ferro per magnesi va donant els diferents minerals de la sèrie.

## Característiques
La ferrotiquita és un carbonat de sodi i ferro fórmula química Na₆Fe2+
2(CO₃)₄(SO₄). A més dels elements de la seva fórmula sol portar impureses de manganès i magnesi. Cristal·litza en el cúbic. La seva duresa a l'escala de Mohs és 4.
Segons la classificació de Nickel-Strunz, la ferrotiquita pertany a «05.BF - Carbonats amb anions addicionals, sense H₂O, amb (Cl), SO₄, PO₄, TeO₃» juntament amb els següents minerals: manganotiquita, northupita, tiquita, bonshtedtita, bradleyita, crawfordita, sidorenkita, daqingshanita-(Ce), reederita-(Y), mineevita-(Y), brianyoungita, filolitita, leadhil·lita, macphersonita i susannita.

## Formació i jaciments
La ferrotiquita és un constituent rar d'un filó tallant ijolita-urtita en un complex de roca ígnia alcalina que va ser descoberta en un nucli de perforació al rierol Olenii, al massís de Khibini situat a la Península de Kola (óblast de Múrmansk, Rússia). Es tracta de l'únic indret on ha estat trobada aquesta espècie mineral.